# Ota Jindřich z Vartenberka
Ota Jindřich z Vartenberka (německy Otto Heinrich von Wartenberg, 16. století? – 29. října 1625 Markvartice u Děčína) byl český šlechtic z rodu Vartenberků, majitel tvrze v Markvarticích poblíž Děčína a přilehlého panství. Podílel se na českém stavovském povstání, následně se však podřídil císaři a konvertoval ke katolictví, krátce zastával také dědičný rodový úřad nejvyššího číšníka Království českého. Na základě jeho krutého jednání s poddanými vypuklo na panství povstání, při kterém ozbrojený dav zaútočil na markvartickou tvrz Červený dvůr a usmrtil jeho a jeho manželku. Byl předposledním členem rodu Vartenberků.

## Životopis

### Mládí
Narodil se jako syn svobodného pána Karla z Vartemberka (1557–1612) z děčínské linie rodu Vartenberků, vlastnících rozsáhlá panství především v severních Čechách a jeho manželky, hraběnky Kateřiny z Mansfeldu (1555–1634), dcery hraběte Jana Jiřího I. z Mansfeld-Eislebenu († 1579) a Kateřiny z Mansfeld-Hinterortu († 1582). Jeho bratrem byl Jan Jiří z Vartenberka, který byl posledním členem rodu.

### Stavovské povstání
Aktivně se jakožto evangelík spolu se svým bratrem zapojil do stavovského povstání v letech 1618–1620, které odmítlo vládu císaře Ferdinanda II. a zvolilo nového krále, Fridricha Falckého. Ota Jindřich byl osvoboditelem Elišky Kateřiny ze Smiřic, dědičky ohromného smiřického majetku, která byla vězněna na hradě Kumburku. Jeho sny o značném jmění však přišly vniveč, protože Eliška Kateřina 1. února 1620 zemřela při výbuchu skladu střelného prachu na jičínského zámku.
Po prohře českých a moravských stavů v bitvě na Bílé hoře byla Otovi udělena milost, ten pak přestoupil ke katolicismu a zakoupil si statek Markvartice u Děčína, kde se svou novou manželkou žil. Jeho bratr Jan Jiří naopak všechny své statky Rohozec, panství Nový zámek a Česká Lípa ztratil a v roce 1622 byl nucen emigrovat. Majetek odkoupil jako pobělohorský konfiskát Albrecht z Valdštejna.
Roku 1625 pak zastával úřad nejvyššího číšníka, který byl v rámci rodu děděn.

### Selské povstání a úmrtí

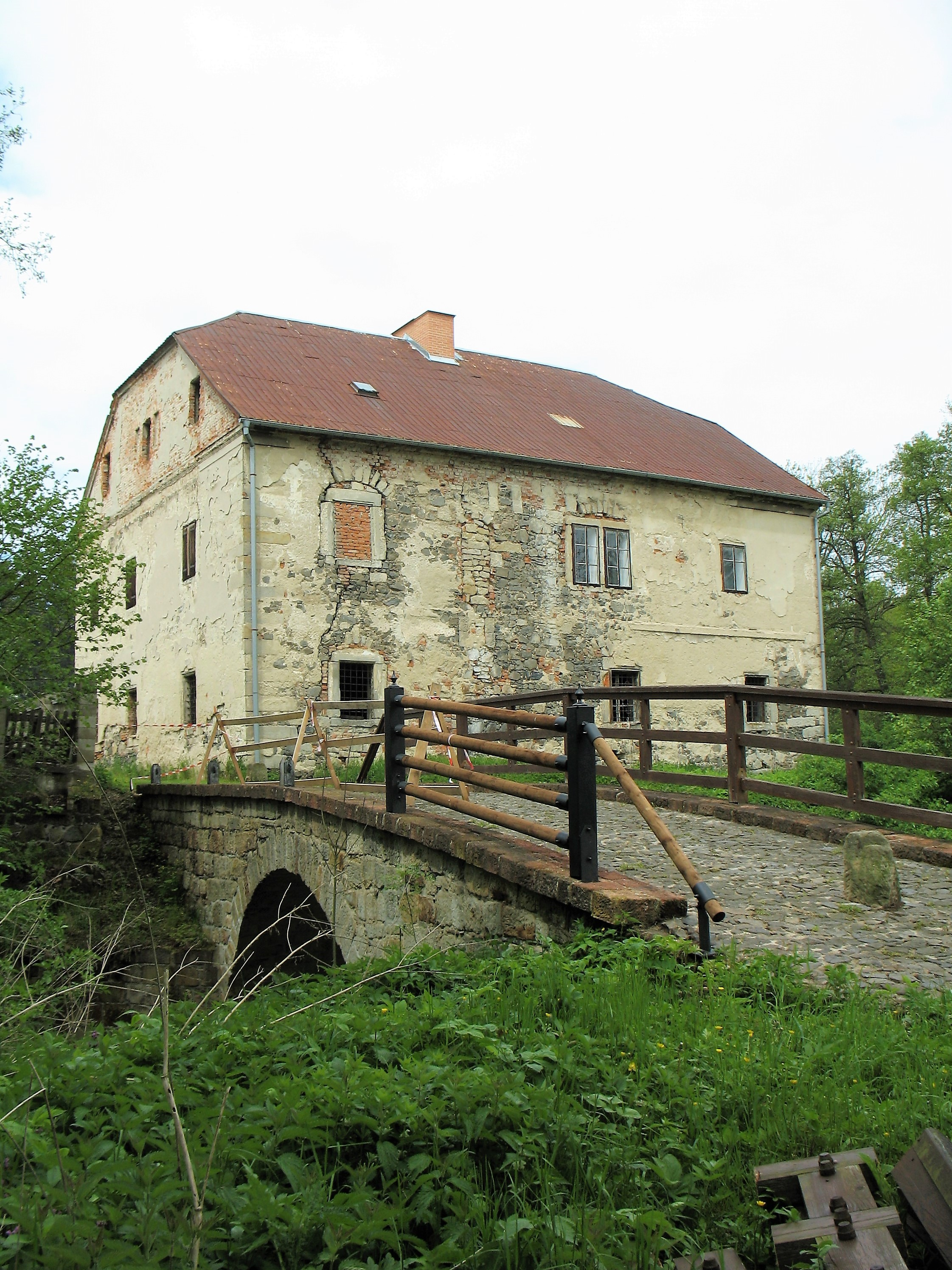
Tvrz Červený dvůr

Vinou špatné hospodářské situace v zemi během probíhající třicetileté války a vykořisťování poddaných z důvodu zadlužení Oty Vartenberka došlo v říjnu 1625 k povstání. Poté, co nechal opakovaně uvěznit a soudit nespokojené poddané, nabrala vzpoura násilný ráz. Dav markvartickou tvrz oblehl a posléze došlo k prolomení brány. Ota Jindřich byl i s manželkou a dětmi zajati a, patrně ještě na markvartické tvrzi, 28. nebo 29. října zabiti rozzuřeným davem.

### Po smrti
Poslední člen rodu, bratr Jan Jiří, pak zemřel v Sasku někdy po roce 1630. Údajně na hostině, když prý naráz vypil ohromný pohár vína na opětné slavné pozdvižení české koruny, načež skonal.[zdroj?] Jeho smrtí vymírá celý vartenberský rod. Po Otově smrti se nejvyšším číšníkem stal Vilém Slavata z Chlumu a Košumberka a úřad přešel dědičně rodu Slavatů.